# Ottavio Baussano
Ottavio Baussano (né à Asti le 19 avril 1898 et mort dans la même ville en 1970)  est un peintre et décorateur italien.

## Biographie
Ottavio Baussano est né à Asti, et est actif à la fois en tant que peintre et enseignant.  Il s'est formé auprès der Canuto Borelli, directeur de l'institut d'art d' Asti et s'inscrit  à l'Accademia ligustica di belle arti de Gênes. Dans les années 1930, pendant la période fasciste, il enseigne à l'institut. Il est connu pour sa peinture de décorations rappelant  l'histoire et les traditions  folkloriques médiévales d'Asti, comme ses œuvres dans le Palazzo Comunale d'Asti représentant des éléments du Palio.